# Persona non grata (film 2005)

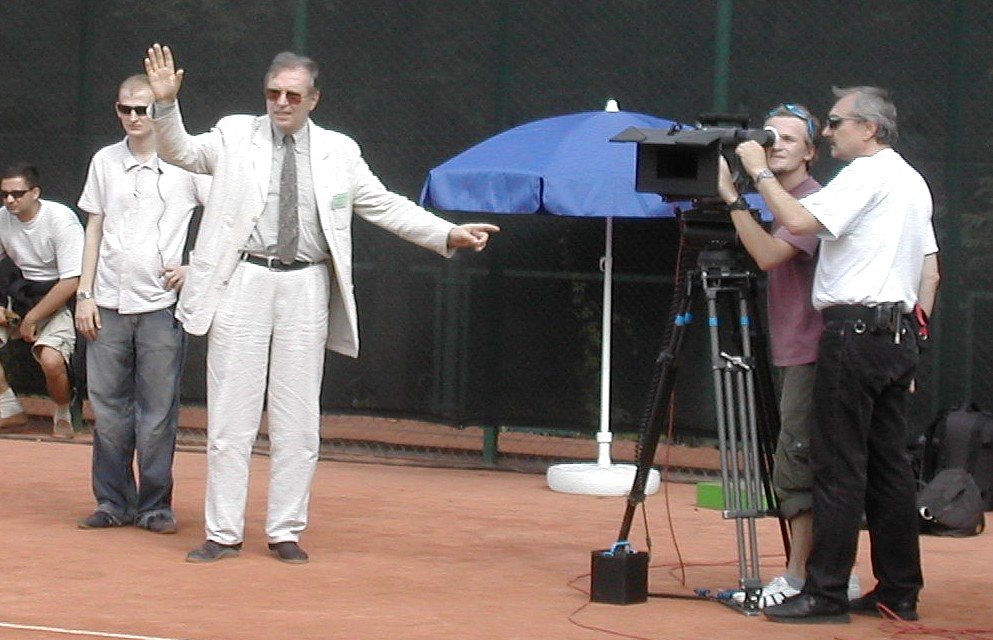
Krzysztof Zanussi.

Persona non grata è un film del 2005 diretto da Krzysztof Zanussi. 
Coproduzione italiana, russa e polacca, vede tra gli interpreti Nikita Sergeevič Michalkov e Remo Girone.